# Aloe vera

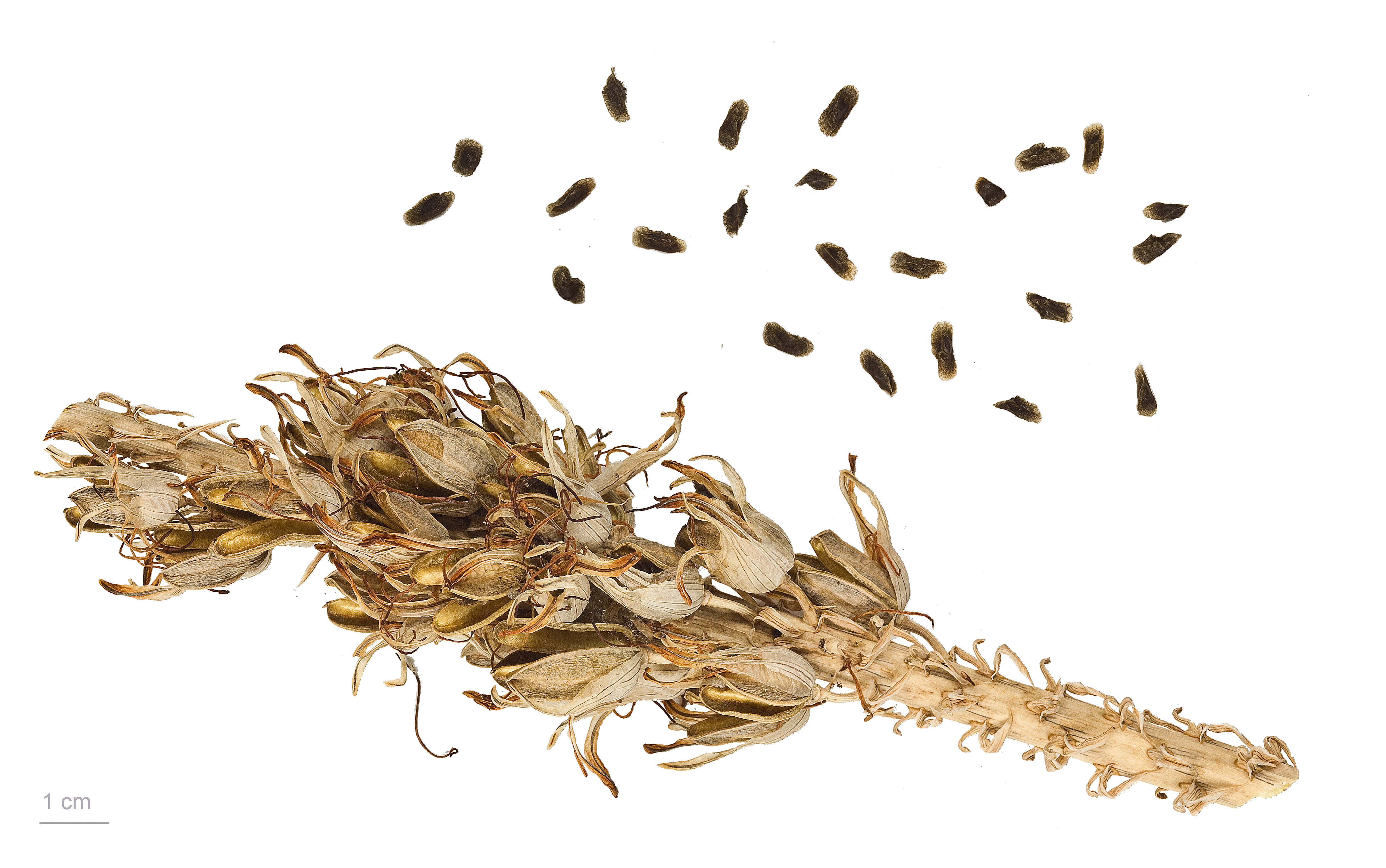
Aloe vera

Aloe vera, mais conhecida popularmente por babosa, é uma espécie de planta suculenta  do gênero Aloe. Cresce selvagem em climas tropicais ao redor do mundo e é cultivada para usos agrícolas e medicinais. Também é usada para fins decorativos e cresce com sucesso dentro de casa como uma planta em vaso.
É usada em muitos produtos de consumo, incluindo bebidas, loções para a pele, cosméticos ou pomadas para pequenas queimaduras e queimaduras solares. Existem diversas evidências científicas da eficácia ou segurança dos extratos de Aloe vera, como por exemplo, para fins cosméticos ou medicinais, mas tais evidências positivas são às vezes contraditórias com outros estudos.

## Descrição

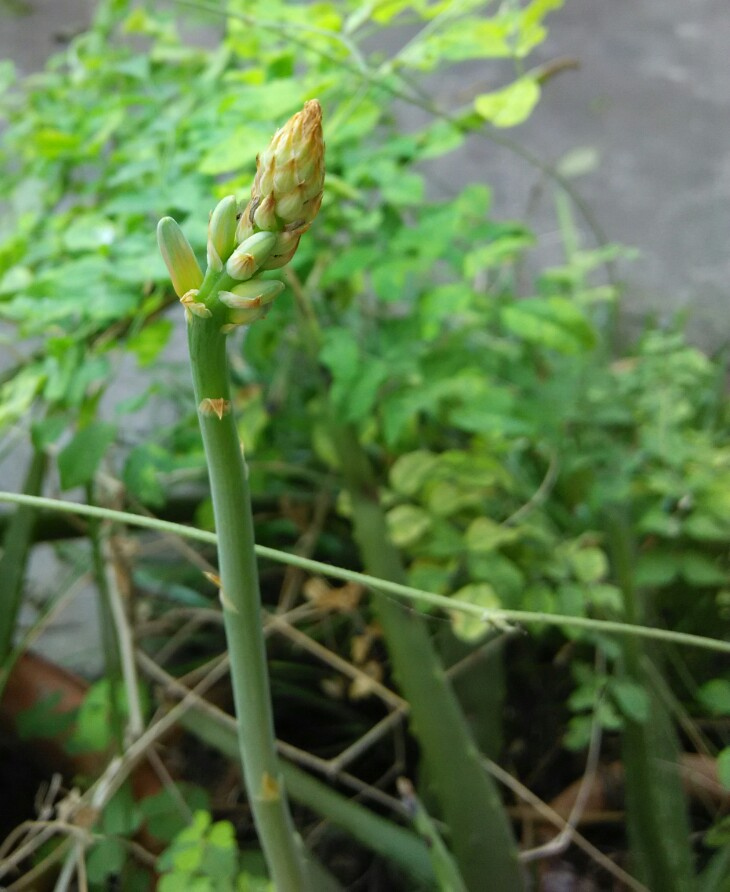
Botões das flores de Aloe vera

Aloe vera é uma planta com caule curto ou longo e uma longa pica, que cresce de 0,6 m até 2 metros de altura, multiplicando-se por brotamento. As folhas são grossas e carnosas, de cor verde a cinza-esverdeado, com algumas variedades mostrando manchas brancas nas superfícies superior e inferior das folhas. A borda da folha é serrilhada e tem pequenos dentes ou espinhos. As flores são produzidas no verão em uma espiga de até 1 m de altura, cada flor sendo pendente, de cor amarela e formato tubuloso de 2–3 cm de comprimento. Como outras espécies do gênero, Aloe vera forma micorriza arbuscular, uma simbiose com um fungo, que permite à planta um maior acesso a nutrientes minerais no solo. Suas folhas contêm substâncias químicas sob estudo para avaliação de possíveis atividades, tais como acetilados mananos, poliarmanes, antraquinona C - glicosídeo, antronas, outras antraquinonas, como emodin e várias lectinas.

## Taxonomia e etimologia

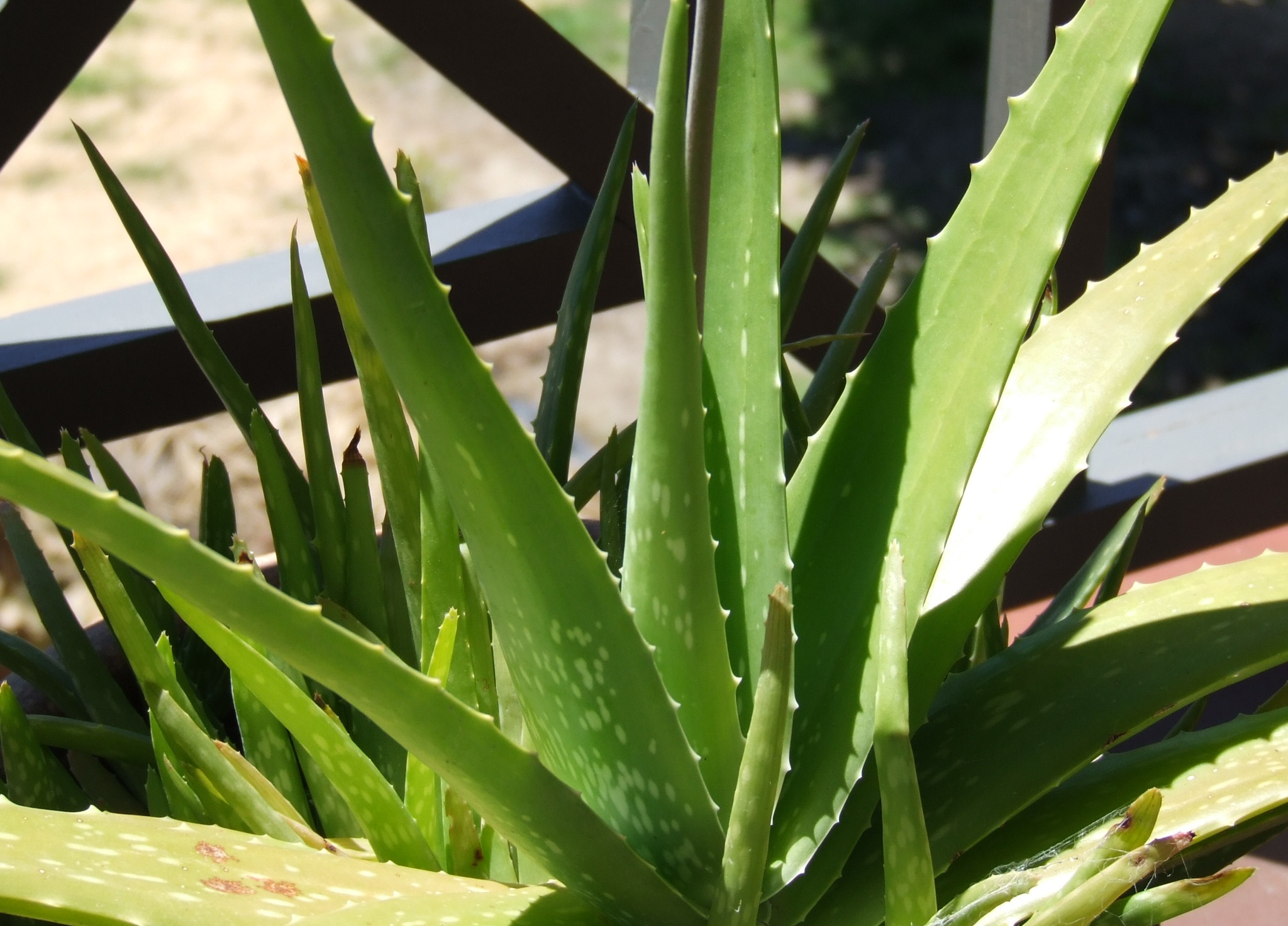
Forma de Aloe vera com pontos nas folhas que algumas vezes é tratada como Aloe vera var. chinensis

A espécie tem vários sinônimos, constituindo uma grande sinonímia: A. barbadensis Mill., A. indica Royle, A. perfoliata var. vera L. e A. vulgaris Lam. Nomes comuns incluem aloe-chinês, aloe-indiano, aloe-real, aloe-de -Barbados, aloe-de-queimadura, etc. O epíteto da espécie, vera, significa "verdadeiro" ou "genuíno". Algumas literaturas identificam a forma com pontos brancos de A. vera como sendo Aloe vera var. chinensis; no entanto, as espécies variam amplamente em relação aos pontos das folhas e sugeriu-se que a forma manchada de A. vera pode ser coespecífica com A. massawana. A planta foi descrita pela primeira vez por Carl Linnaeus em 1753 como Aloe perfoliata var. vera, e foi descrita novamente, aí como espécie, em 1768 por Nicolaas Laurens Burman como Aloe vera no livro  Flora Indica em 6 de abril e por Philip Miller como Aloe barbadensis (cerca de dez dias depois de Burman f.) no Dicionário dos jardineiros.
As técnicas baseadas na comparação de DNA sugerem que Aloe vera está relacionada de modo relativamente próximo com Aloe perryi , espécie endêmica do Iêmen. Técnicas similares, usando comparação de sequências de cloroplasto e microssatélites (genética) ou ISSR,  também sugeriram que está intimamente relacionada com Aloe forbesii, Aloe inermis, Aloe scobinifolia, Aloe sinkatana, e Aloe striata. Com exceção da espécie sul-africana A. striata, essas espécies de Aloe são nativas de Socotra (Iêmen), Somália e Sudão. A falta de populações naturais óbvias da espécie levou alguns autores a sugerirem que Aloe vera pode ser de origem híbrida.

## Distribuição
A distribuição natural de  A. vera  não está clara, pois a espécie foi amplamente cultivada em todo o mundo. As vertentes naturalizadas das espécies ocorrem na metade sul da Península Arábica, através do Norte da África (Marrocos, Mauritânia, Egito), bem como do Sudão e países vizinhos, juntamente com as Ilhas Canárias, Cabo Verde e Madeira. Essa distribuição é algo semelhante à de Euphorbia balsamifera, Pistacia atlantica, e algumas outras, sugerindo que uma floresta esclerófila seca uma vez cobriu grandes áreas, mas foi dramaticamente reduzida devido à desertificação no Sahara, deixando essas poucas áreas hoje isoladas. Para comparação, várias espécies relacionadas (ou às vezes idênticas) em outros grupos de plantas podem ser encontradas nos dois lados extremos do Sahara como: árvore-dragão (Dracaena) e Aeonium, que são dois dos exemplos mais representativos.
A espécie foi introduzida na China e em várias partes do sul da Europa no século XVII. A espécie é amplamente naturalizada em outros lugares, ocorrendo em regiões temperadas e tropicais da Austrália, América do Sul, México, Caribe e estados do sudeste dos EUA. A distribuição real da espécie foi sugerida como resultado do cultivo humano.

## Cultivo

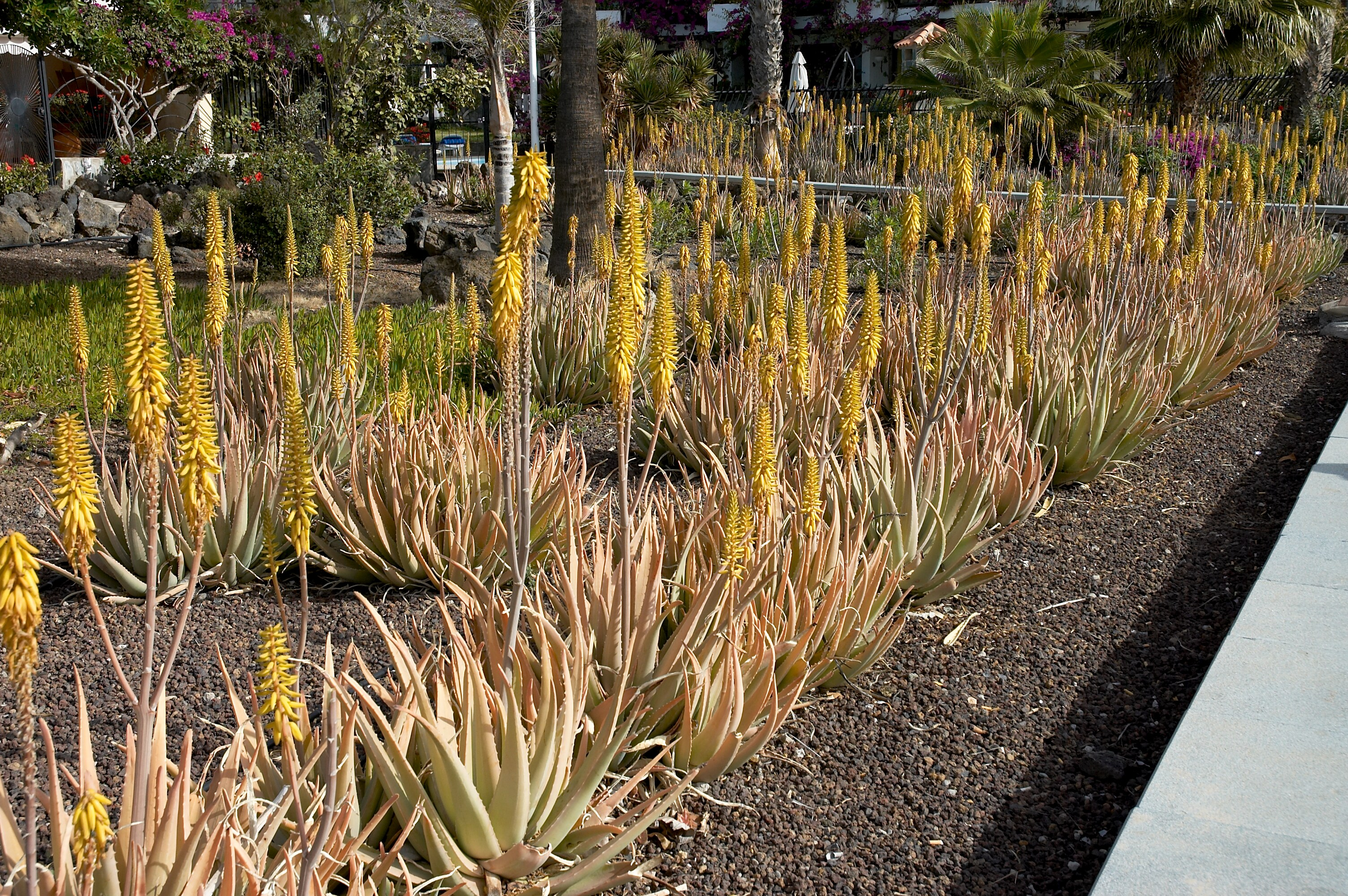
Aloe vera pode crescer como uma planta ornamental.

Aloe vera é amplamente cultivada como ornamental, sendo popular entre os jardineiros modernos como uma planta medicinal e por suas flores, forma e suculência interessantes. Esta suculência permite que as espécies que a possuam sobrevivam bem em áreas com pouca chuva, tornando-se ideais para jardins com baixa utilização de água. A espécie é de zona de rusticidade 8–11, e é intolerante à geada e neve pesadas. Ela é relativamente resistente à maioria das pragas de insetos, embora ácaros, insetos e pulgões possam causar um declínio na saúde das plantas. Esta planta ganhou da Royal Horticultural Society o "Prêmio de mérito do jardim".
Em vaso, a espécie requer um solo bem drenado e arenoso e condições luminosas e ensolaradas. Suas plantas podem queimar sob muito sol ou murchar quando o vaso não drena a água. Recomenda-se o uso de uma mistura de propagação comercial de boa qualidade ou de "mistura de cactos e suculentas" embalados, pois permitem uma boa drenagem. Vasos de terracota sao preferíveis por serem porosos. As plantas envasadas deverão ser deixadas secar antes de serem regadas novamente. Quando colocada em vaso, pode ficar com muitos "brotos" que crescem dos lados da "planta-mãe". As plantas nesta condição devem ser divididas em vários vasos, para maior crescimento e ajudar a prevenir infestações de pragas. Durante o inverno, Aloe vera pode ficar "adormecida", período durante o qual é necessária pouca humidade. Nas áreas que recebem geada ou neve, a espécie é melhor mantida em ambientes fechados ou em estufas aquecidas.
Existe uma produção agrícola em larga escala de Aloe vera na Austrália, Bangladesh, Cuba, República Dominicana, China, México, Índia, Jamaica, Kenya, Tanzânia e África do Sul, bem como nos EUA para abastecer a indústria de cosméticos.

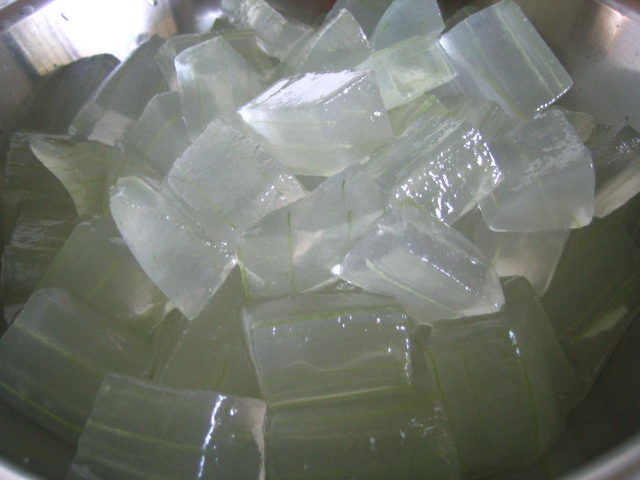
Gel de Aloe vera sendo usado para fazer uma sobremesa

## Usos

### Pesquisas
Existem controvérsias na comprovação científica da eficácia ou segurança dos extratos de Aloe vera, quer para fins cosméticos ou medicinais. Um estudo de pesquisa que encontra evidências positivas é frequentemente contraditado por outros estudos.
Pesquisas indicam provável ação positiva do extrato do gel de Aloe vera para o tratamento de diabetes, como hepatoprotetor no tratamento de diabetes tipo II assim como na redução de triglicerídeos no sangue.
Uma pesquisa científica (duplo cego controlada com placebo) publicada em 1996 em 60 pacientes indicou que o extrato gel de uso tópico de Aloe vera a 0,5% apresentou afeitos positivos no tratamento da psoríase e na redução do tempo de tratamento da primeira ocorrência de herpes genital em pacientes masculinos.
As indústrias de cosméticos e medicina alternativa regularmente fazem afirmações sobre as propriedades calmantes, hidratantes e curativas de Aloe vera.
Uma pesquisa critica a indicação do uso de Aloe para oferecer proteção em queimaduras solares para humanos que ainda não foi comprovado\.
Uma revisão de 2014 da "Cochrane Library" não encontrou evidência forte para o valor da aplicação tópica de Aloe vera para tratar ou prevenir flebite causada por terapia intravenosa.

### Suplemento dietético
A Aloína é um composto encontrado no exsudado de algumas espécies de Aloe e ingrediente comum em produtos laxantes, a qual teve seu uso proibido nos EUA em 2002 pela FDA (Food and Drug Administration), porque as empresas que o fabricavam não forneceram os dados de segurança necessários. Aloe vera tem toxicidade potencial, com efeitos colaterais ocorrendo em alguns níveis de dose, ambos quando ingeridos ou aplicados topicamente. Embora a toxicidade possa ser menor quando a aloina é removida pelo processamento, Aloe vera que contém aloína em quantidades excessivas pode induzir efeitos colaterais.
Aloe vera em gel é usado comercialmente como ingrediente em iogurtes, bebidas e algumas sobremesas, embora em certas doses, suas propriedades tóxicas podem ser graves, sejam ingeridas ou aplicadas topicamente.
O suco de Aloe vera é comercializado para apoiar a saúde do sistema digestivo, mas não há provas científicas nem aprovação regulamentar para apoiar essa afirmação. Os extratos e quantidades tipicamente utilizados para tais fins parecem ser dependentes da dose para efeitos tóxicos.
No Brasil, a ANVISA proibiu o comércio de produtos de consumo à base de Aloe vera, porém existem empresas que conseguiram a liberação ao provarem que seus produtos não prejudicavam a saúde e tinham rigoroso processo de produção, estabilização e armazenamento, por meio dos estudos obtidos pelo Conselho Internacional da Aloe vera, ou IASC (The International Aloe Science Council).

### Medicina tradicional
A planta é amplamente utilizada na medicina herbalista tradicional de muitos países. Em medicina ayurvédica é chamada kathalai, assim como extratos de agave.:196 para aloe:117 para agave  Os primeiros registros do uso de Aloe vera aparecem no Papiro Ebers do século XVI aC, :18 e no De Materia Medica de Dioscórides e na "História Natural de Plínio, o Velho" de Plínio, o Velho, ambos escritos em meados do primeiro século dC. :20 Também está escrito no Código de Juliana Anicia nos Dioscórides de Viena de 512 dC.:9
O nome do gênero Aloe é derivado da palavra árabe alloeh , que significa "substância amarga e brilhante" ou do hebraico אוהלים ahalim , plural de אוהל ahal,  o que também pode sugerir a origem do início de sua utilização como medicamento. Como já referido  O gel de babosa normalmente é usado para fazer medicamentos tópicos para problemas de pele, como queimaduras, feridas, congelamento, erupções cutâneas , psoríase , herpes labial ou pele seca. O látex de aloe é usado individualmente ou fabricado como um produto com outros ingredientes a serem ingeridos para alívio da constipação. . Resultados promissores de estudos clínicos in vitro e in vivo com extrato da planta, e não de seus componente bioativos, incentivam um maior número de ensaios clínicos para testar a aplicação clínica do Aloe vera e seus principais compostos, principalmente na proteção óssea, câncer e diabetes. 

### Comercialização
Aloe vera é usada no tecido facial, sendo promovida como um hidratante e anti-irritante para reduzir a irritação do nariz. As empresas de cosméticos geralmente adicionam seiva ou outros derivados de Aloe vera a produtos como maquiagem, tecidos ou papéis, hidratantes, sabonetes, protetores solares, incenso, cremes para barbear ou shampoos. Uma revisão da literatura acadêmica observa que sua inclusão em muitos produtos de higiene deve-se ao seu "efeito emoliente hidratante".
Outros usos potenciais para extratos de Aloe vera incluem a diluição de sêmen para a fertilização artificial de ovelhas, como conservante de alimentos frescos, ou para conservação de água em pequenas fazendas. Também foi sugerido que biocombustíveis podem ser obtidos a partir de sementes de Aloe vera.

## Toxicidade
Nos EUA, de acordo com as diretrizes da Proposição 65 da Califórnia (1986), o extrato foliar de Aloe vera ingerido oralmente foi listado pelo Escritório da Califórnia de Avaliação da Perda de Saúde Ambiental (OEHHA), juntamente com Hydrastis canadensis, entre produtos químicos reconhecidos pelo estado por causar câncer ou toxicidade reprodutiva.
Desde 2016, a Agência Internacional de Pesquisa em Câncer classifica o extrato da folha inteira como possivelmente cancerígeno (grupo 2B).
A medicação de uso tópico de Aloe vera não está associada a efeitos colaterais significativos. A ingestão oral de Aloe vera, no entanto, pode causar cólicas abdominais e diarreia, que por sua vez podem diminuir a absorção de remédios. A Agência Internacional de Pesquisa sobre o Câncer (IARC) descobriu que ingestão de líquido não decolorado de Aloe Vera é cancerígeno em animais e afirma que é um possível cancerígeno em humanos também. No Brasil a ANVISA alerta para riscos do consumo de alimentos e sucos com Aloe vera, que não é seguro, contudo o uso de gel tópico para cicatrização está aprovado pela ANVISA, mas até esta data não há registro de Aloe vera para consumo oral.